# Джейлен Макденіелс
Джейлен Маркіз Макденіелс (англ. Jalen Marquis McDaniels, нар. 31 січня 1998 року) – американський професійний баскетболіст, що виступає за команду Шарлотт Горнетс з Національної баскетбольної асоціації (НБА). В студентські роки грав за команду "Сан Дієго Стейт Ацтекс".

## Шкільна кар'єра
Уродженець Федерал-Вей, штат Вашингтон, Макденіелс відвідував старшу школу Федерал-Вей, де він також грав у футбол. Джейлен був визнаний 98-м найкращим потенційним новачком у рекрутинговому класі 2016 року на момент входження у сезон старшокурсника. Він був обраний Ассошіейтед Прес до першої команди штату Вашингтон у класі 4A, після сезону з набраними в середньому 19 очоками, 10 підбираннями та 4 блок-шотами. Федерал-Вей закінчили сезон непереможеними із результатом 29-0 і виграли чемпіонат штату в класі 4A.

## Студентська кар'єра
Макденіелс пропустив сезон 2016-2017 правила трансферів NCAA. 19 лютого 2018 року він був визнаний Гравцем тижня Гірської західної конференції. У сезоні першокурсника Джейлен набирав у середньому 10,5 очок за 24,7 хвилини за гру, виходячи в старті 21 раз з 33 ігор. У березні 2018 року Макденіелс подав документи для дострокового включення до Драфту НБА 2018 року але ще не винайняв агента. У травні він тренувався у клубі "Клівленд Кавальєрс". 30 травня Макденіелс офіційно вилучив своє ім'я з Драфту НБА і повернувся до університету Сан-Дієго менш ніж за 90 хвилин до закінчення терміну.
На другому курсі Джейлен збирав у середньому 15,9 очка за гру та лідирував у команді за підбираннями - 8,3 за гру. У березні 2019 року він подався на Драфт НБА 2019 року. МакДаніелс був одним із 66 гравців, запрошених на Драфт Комбайн НБА.

## Професійна кар'єра

### Шарлотт Горнетс (2019 - дотепер)
Макденіелс був обраний під 52-м загальним піком на драфті "Шарлотт Горнетс". 10 жовтня 2019 року "Шершні" оголосили про підписання контракту з новачком. Пізніше, 19 жовтня 2019 року, було оголошено, що контракт між Макденіелсом та "Горнетс" буде перетворений на двосторонню угоду, а наступного дня "Шарлотт" оголосили, що підписали багаторічний контракт з ним. 25 жовтня 2019 року Макденіелс дебютував у НБА, вийшовши із лави запасних у поєдинку проти "Міннесоти Тімбервулвз", програного із рахунком 99–121, і відзначився двома очками та підбиранням. На початку сезону G-Ліги НБА Макденіелс був переведений до складу пов'язаної з "Горнетс" команди в "Грінсборо Сворм".

## Статистика

### НБА

#### Регулярний сезон
| Сезон   | Команда | GP | GS | MPG  | FG%  | 3P%  | FT%  | RPG | APG | SPG | BPG | PPG |
| ------- | ------- | -- | -- | ---- | ---- | ---- | ---- | --- | --- | --- | --- | --- |
| 2019–20 | Шарлотт | 16 | 0  | 18.3 | .471 | .375 | .824 | 4.1 | .8  | .5  | .2  | 5.6 |
| 2020–21 | Шарлотт | 47 | 18 | 19.2 | .468 | .333 | .703 | 3.6 | 1.1 | .6  | .4  | 7.4 |
| Кар'єра | Кар'єра | 63 | 18 | 19.0 | .469 | .341 | .728 | 3.7 | 1.0 | 0.6 | 0.3 | 6.9 |

### Коледж
| Сезон   | Команда   | GP | GS | MPG  | FG%  | 3P%  | FT%  | RPG | APG | SPG | BPG | PPG  |
| ------- | --------- | -- | -- | ---- | ---- | ---- | ---- | --- | --- | --- | --- | ---- |
| 2017–18 | Сан-Дієго | 33 | 21 | 24.7 | .586 | .211 | .788 | 7.5 | .9  | .8  | .6  | 10.5 |
| 2018–19 | Сан-Дієго | 34 | 34 | 31.0 | .466 | .320 | .732 | 8.3 | 2.1 | 1.1 | .5  | 15.9 |
| Кар'єра | Кар'єра   | 67 | 55 | 27.9 | .504 | .298 | .758 | 7.9 | 1.5 | 1.0 | .5  | 13.2 |

## Особисте життя
Молодший брат Джейлена, Джейден, є гравцем Міннесоти Тімбервулвз, та був перспективним новачком номер один у штаті Вашингтон та шостим найкращим в країні, а також учасником McDonald's All-American Game. Джейден зіграв один сезон за Вашингтон, перш ніж стати професіоналом. Макденіелс - двоюрідний брат колишнього гравця НБА Джувана Говарда.